# Pokal evropskih prvakov 1978/79 (hokej na ledu)
Pokal evropskih prvakov 1978/79 je štirinajsta sezona hokejskega pokala, ki je potekal med 12. septembrom in 29. avgustom. Naslov evropskega pokalnega zmagovalca je osvojil klub CSKA Moskva.

## Tekme

### Prvi krog
| 1. klub             | Rezultat  | 2. klub               |
| ------------------- | --------- | --------------------- |
| Casco Viejo Bilbao  | 3:9, 2:21 | Flyers Heerenveen     |
| ATSE Graz           | 4:1, 5:3  | Ferencvárosi TC       |
| Gap HC              | 4:8, 5:15 | HC Bolzano            |
| Rødovre SIK         | 2:2, 3:7  | IL Manglerud Star     |
| HC Steaua Bucureşti | 6:1, 7:2  | Levski-Spartak Sofija |
| Dynamo Berlin       | 5:6, 2:7  | Podhale Nowy Targ     |
| EHC Biel            | 15:1, 7:6 | HK Jesenice           |

### Drugi krog
| 1. klub             | Rezultat          | 2. klub           |
| ------------------- | ----------------- | ----------------- |
| Flyers Heerenveen   | 3:3, 6:10         | SC Riessersee     |
| HC Steaua Bucureşti | 8:5, 2:5 (4:3 KS) | EHC Biel          |
| HC Bolzano          | 1:3, 3:6          | ATSE Graz         |
| IL Manglerud Star   | 2:3, 2:13         | Podhale Nowy Targ |

### Tretji krog
| 1. klub           | Rezultat | 2. klub             |
| ----------------- | -------- | ------------------- |
| ATSE Graz         | 8:7, 4:4 | SC Riessersee       |
| Podhale Nowy Targ | 3:1, 3:1 | HC Steaua Bucureşti |

### Četrti krog
| 1. klub        | Rezultat | 2. klub           |
| -------------- | -------- | ----------------- |
| Ässät Pori     | 7:2      | Podhale Nowy Targ |
| Skellefteå AIK | b.b.     | ATSE Graz         |

### Finalna skupina
| 1. klub        | Rezultat | 2. klub        |
| -------------- | -------- | -------------- |
| Poldi Kladno   | 8:3      | Ässät Pori     |
| CSKA Moskva    | 6:1      | Skellefteå AIK |
| Skellefteå AIK | 4:4      | Poldi Kladno   |
| CSKA Moskva    | 12:3     | Ässät Pori     |
| Ässät Pori     | 3:2      | Skellefteå AIK |
| CSKA Moskva    | 3:1      | Poldi Kladno   |

#### Lestvica
| Poz | Klub           | Točke |
| 1   | CSKA Moskva    | 6     |
| 2   | Poldi Kladno   | 3     |
| 3   | Ässät Pori     | 2     |
| 4   | Skellefteå AIK | 1     |